# Stora Tuna med Gustafs tingslag

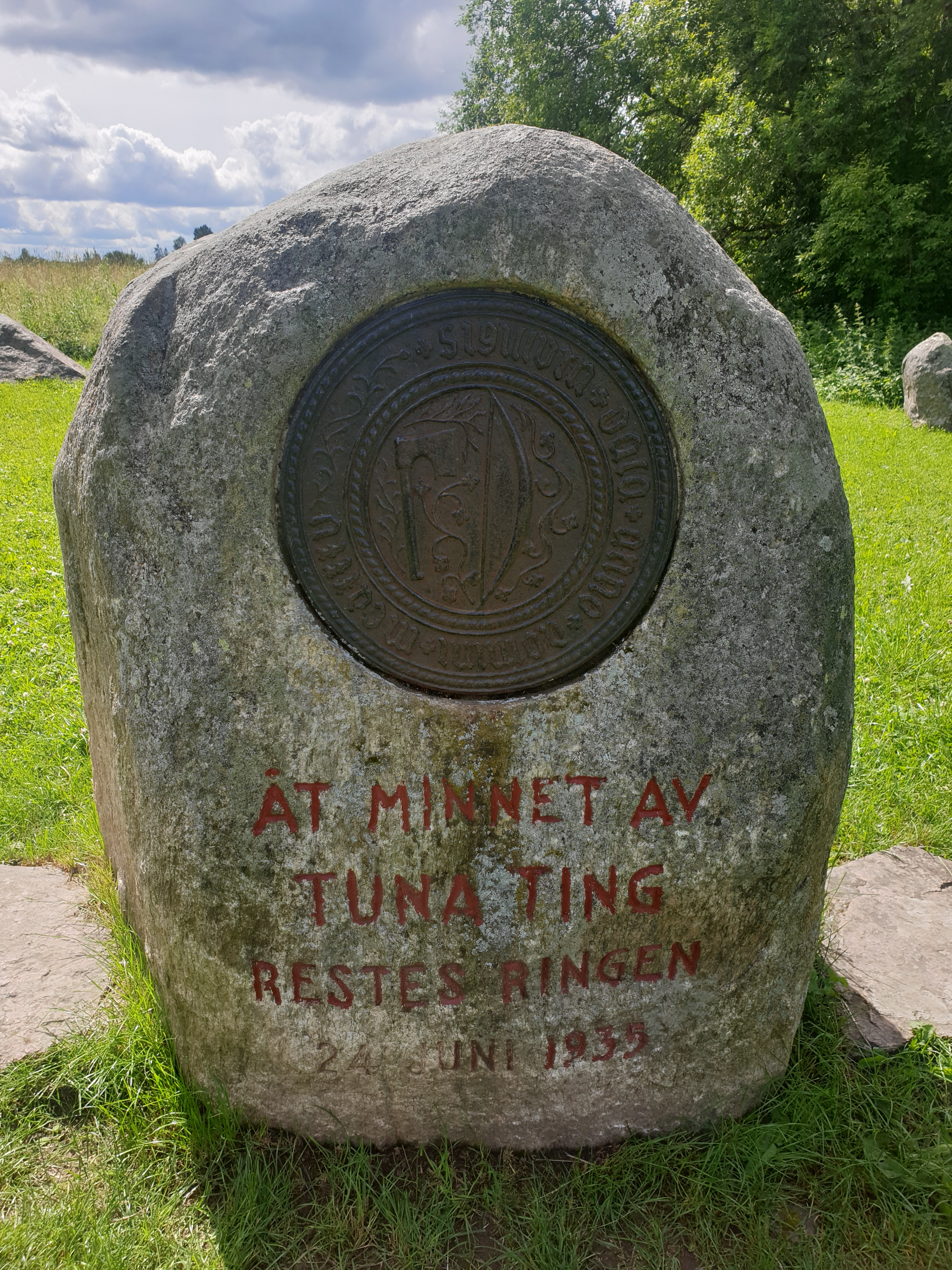
Minnessten över Tuna ting.

Stora Tuna med Gustafs (tidigt benämnt Tuna tingslag) var ett tingslag i sydöstra Dalarna i Kopparbergs län. 
Tingslaget upphörde 1889 då verksamheten överfördes till Falu domsagas södra tingslag. 
Tingslaget hörde före 1858 till Östra domsaga  och från 1858 till Falu domsaga.

## Socknar
Tingslaget omfattade följande socknar: 
- Stora Tuna socken
- Gustafs socken
- Silvbergs socken